# Баячево
Бая́чево (болг. Баячево) — село в Тирговиштській області Болгарії. Входить до складу общини Тирговиште.

## Населення
За даними перепису населення 2011 року у селі проживали 759 осіб.
Національний склад населення села:
| Національність   | Кількість осіб | Відсоток |
| ---------------- | -------------- | -------- |
| турки            | 380            | 68,5%    |
| болгари          | 135            | 24,3%    |
| цигани           | 11             | 2,0%     |
| інша             | 0              | 0%       |
| не визначились   | 29             | 5,2%     |
| Всього відповіли | 555            |          |

Розподіл населення за віком у 2011 році:
Динаміка населення: